# Jordan Pundik
Jordan Izaac Pundik (ur. 12 października 1979 w New Jersey) – amerykański wokalista zespołu poppunkowego New Found Glory.
Zespół New Found Glory założył wraz ze Stevenem Kleinem w roku 1997 w Coral Springs na Florydzie.